# Olympische Sommerspiele 2000/Teilnehmer (Iran)
| Gelbes Symbol für Goldmedaillen mit stilisierten Olympischen Ringen | Graues Symbol für Silbermedaillen mit stilisierten Olympischen Ringen | Braundes Symbol für Bronzemedaillen mit stilisierten Olympischen Ringen |
| ------------------------------------------------------------------- | --------------------------------------------------------------------- | ----------------------------------------------------------------------- |
| 3                                                                   | —                                                                     | 1                                                                       |

Der Iran nahm an den Olympischen Sommerspielen 2000 in der australischen Metropole Sydney mit 35 Athleten, einer Frau und 34 Männern, in zwölf Sportarten teil.
Seit 1900 war es die dreizehnte Teilnahme des asiatischen Staates an Olympischen Sommerspielen.

## Flaggenträger
Der Ringer Amir Reza Khadem trug die Flagge des Iran während der Eröffnungsfeier im Stadium Australia.

## Medaillen
Mit drei gewonnenen Gold- und einer Bronzemedaille belegte das iranische Team Platz 27 im Medaillenspiegel.

### Gold
- Hossein Tavakoli – Gewichtheben, 105 kg
- Hossein Rezazadeh – Gewichtheben, +105 kg
- Alireza Dabir – Ringen, Freistil 58 kg

### Bronze
- Hadi Saei – Taekwondo, 68 kg

## Teilnehmer nach Sportart

### Boxen
51 kg, Männer:
- Mohammad Rahim Rahimi – ausgeschieden
1. Runde – Unterlag Drissa Tou aus Burkina Faso

57 kg, Männer:
- Bijan Batmani – ausgeschieden
1. Runde – Unterlag Ricardo Juarez aus den Vereinigten Staaten, Schiedsrichter beendete Kampf

63,5 kg, Männer:
- Anoushirvan Nourian – ausgeschieden
1. Runde – Unterlag Olusegun Ajose aus Nigeria

67 kg, Männer:
- Babak Moghimi – ausgeschieden
1. Runde – Unterlag Sherzod Husanov aus Usbekistan, 15:5

91 kg, Männer:
- Rouhollah Hosseini – ausgeschieden
Achtelfinale – Unterlag Mark Simmons aus Kanada, 11:6

### Gewichtheben
62 kg, Männer:
- Mehdi Panzvan – 5. Platz, 302,5 kg

77 kg, Männer:
- Mohammad Hossein Barkhah – keine Platzierung

85 kg, Männer:
- Shahin Nasirinia – keine Platzierung

94 kg, Männer:
- Kourosh Bagheri – 4. Platz, 402,5 kg

105 kg, Männer:
- Hossein Tavakoli – Gold, 425 kg

+105 kg, Männer:
- Hossein Rezazadeh – Gold, 472,5 kg

### Judo
66 kg, Männer:
- Ārash Miresmāeli – 5. Platz
Runde der letzten 64 – Freilos
Runde der letzten 32 – Unterlag Hüseyin Özkan aus der Türkei durch waza-ari
Hoffnungslauf Runde der 32 – Besiegte Georgi Georgiew aus Bulgarien durch ippon
Hoffnungslauf Runde der letzten 16 – Besiegte Zhang Guangjun aus China durch ippon
Hoffnungslauf Viertelfinale – Besiegte Yukimasa Nakamura aus Japan durch ippon
Bronzemedaille Match – Unterlag Girolamo Giovinazzo aus Italien durch yuko

81 kg, Männer:
- Kazem Sarikhani – 7. Platz
Runde der letzten 64 – Freilos
Runde der letzten 32 – Besiegte Brahima Guindo aus Mali durch ippon
Runde der letzten 16 – Besiegte Graeme Randall aus Großbritannien durch ippon
Viertelfinale – Unterlag Nuno Delgado aus Portugal durch ippon
Hoffnungslauf Runde der letzten 16 – Besiegte Daniel Kelly aus Australien durch ippon
Hoffnungslauf Viertelfinale – Unterlag Aleksei Budõlin aus Estland durch ippon

+100 kg, Männer:
- Mahmoud Miran – ausgeschieden
Runde der letzten 64 – Freilos
Runde der letzten 32 – Unterlag Frank Möller aus Deutschland durch koka

### Kanu
Flatwater
Einer-Kajak 500 m:
- Nader Eivazi – 29. Platz
Vorläufe – 8. Platz in Vorlauf 3, 1:49,306 min, ausgeschieden

Einer-Kajak 1000 m:
- Nader Eivazi – 31. Platz
Vorläufe – 8. Platz in Vorlauf 2, 3:59,767 min, ausgeschieden

### Leichtathletik
800 m:
- Mehdi Jelodarzadeh – 35. Platz
Runde 1 – 6. Platz in Vorlauf 6, 1:47,91 min, ausgeschieden

### Radsport
Straßenrennen:
- Hossein Askari – nicht beendet
- Ahad Kazemi – nicht beendet

### Reiten
Einzel Springreiten:
- Ali Nilforoushan – 56. Platz
Qualifikation – 50,50 Strafpunkte, ausgeschieden

### Ringen

#### Freistil
54 kg, Männer:
- Behnam Tayyebi – 13. Platz
Vorrunde – 3. Platz in Pool 6, ausgeschieden
Besiegte Tümendembereliin Dsüünbajan aus Mongolei, 3:2
Unterlag Amiran Karndanof aus Griechenland, 7:0
Unterlag Vitalie Railean aus Moldawien, 2:1

58 kg, Männer:
- Alireza Dabir – Gold
Vorrunde – 1. Platz in Pool 1
Besiegte Talata Embalo aus Guinea-Bissau, 10:0
Besiegte Guivi Sissaouri aus Kanada, 3:0
Viertelfinale – Besiegte Ojuunbilegiin Pürewbaatar aus Mongolei, 5:2
Halbfinale – Besiegte Terry Brands aus den Vereinigten Staaten, 6:4
Finale – Besiegte Yevgen Buslovych aus Ukraine, 3:0

63 kg, Männer:
- Mohammad Talaee – 4. Platz
Vorrunde – 1. Platz in Pool 3
Besiegte Cary Kolat aus den Vereinigten Staaten, 5:4
Besiegte Ramil Islamov aus Usbekistan
Viertelfinale – Besiegte Arschak Hajrapetjan aus Armenien, 3:2
Halbfinale – Unterlag Serafim Barsakow aus Bulgarien, 4:0
Bronzemedaille Match – Unterlag Jang Jae-sung aus Südkorea, 12:2

69 kg, Männer:
- Amir Tavakkolian – 10. Platz
Vorrunde – 2. Platz in Pool 1, ausgeschieden
Besiegte Emsar Bedineischwili aus Georgien, 5:4
Unterlag Daniel Igali aus Kanada, 2:2

76 kg, Männer:
- Pejman Dorostkar – 12. Platz
Vorrunde – 2. Platz in Pool 2, ausgeschieden
Besiegte Tümen-Öldsiin Mönchbajar aus Mongolei, 3:0
Unterlag Gennadi Lalijew aus Kasachstan, 3:1

85 kg, Männer:
- Amir Reza Khadem – 4. Platz
Vorrunde – 1. Platz in Pool 6
Besiegte Nicolae Ghiță aus Rumänien, 5:3
Besiegte Akesse Aka aus Elfenbeinküste, 4:0
Besiegte Gábor Kápuvari aus Ungarn, 5:3
Viertelfinale – Freilos
Halbfinale – Unterlag Yoel Romero aus Kuba, 3:0
Bronzemedaille Match – Unterlag Mogamed Ibragimov aus Mazedonien, 4:1

97 kg, Männer:
- Alireza Heidari – 6. Platz
Vorrunde – 1. Platz in Pool 2
Besiegte Rolf Scherrer aus der Schweiz, 7:1
Besiegte Ahmet Doğu aus der Türkei, 6:1
Viertelfinale – Unterlag Eldari Luka Kurtanidse aus Georgien, 1:0
5. Platz Match – Unterlag Aftandil Xanthopoulos aus Griechenland

130 kg, Männer:
- Abbas Jadidi – 4. Platz
Vorrunde – 1. Platz in Pool 6
Besiegte Efstathios Topalidis aus Griechenland, 9:1
Besiegte Aleksi Modebadse aus Georgien, 4:0
Viertelfinale – Freilos
Halbfinale – Unterlag David Musuľbes aus Russland, 3:0
Bronzemedaille Match – Unterlag Alexis Rodríguez Valera aus Kuba, 1:0

#### Griechisch-römisch
54 kg, Männer:
- Hassan Rangraz – 14. Platz
Vorrunde – 2. Platz in Pool 3, ausgeschieden
Besiegte Petr Švehla aus Tschechien, 8:2
Unterlag Wang Hui aus China, 8:2

58 kg, Männer:
- Ali Ashkani – 5. Platz
Vorrunde – 1. Platz in Pool 2
Besiegte István Majoros aus Ungarn, 5:1
Besiegte Koba Guliaschwili aus Georgien, 7:0
Viertelfinale – Unterlag Kim In-sub aus Südkorea, 3:1
5. Platz Match – Besiegte James Gruenwald aus den Vereinigten Staaten, 3:2

69 kg, Männer:
- Parviz Zeidvand – 16. Platz
Vorrunde – 3. Platz in Pool 3, ausgeschieden
Unterlag Islam Dugutschijew aus Aserbaidschan, 5:0
Unterlag Juha Lappalainen aus Finnland, 2:1

### Schießen
Luftpistole 10 m, Frauen:
- Manijeh Kazemi – 43. Platz
Qualifikation – 362 Punkte, ausgeschieden

### Schwimmen
100 m Freistil:
- Hamidreza Mobarrez – 65. Platz
Vorläufe – 54,12 s, ausgeschieden

### Taekwondo
68 kg, Männer:
- Hadi Saei – Bronze
Runde der letzten 16 – Besiegte Hsu Chi-Hung aus dem Chinesischen Taipeh, 5-2
Viertelfinale – Besiegte Alejandro Hernando aus Argentinien, 3:0
Halbfinale – Unterlag Sin Joon-Sik aus Südkorea, 5:3
Hoffnungslauf Halbfinale – Besiegte Carlo Massimino aus Australien, 6:5
Kampf um Bronze – Besiegte Tuncay Çalışkan aus Österreich, 4:2

80 kg, Männer:
- Majid Aflaki – ausgeschieden
Runde der letzten 16 – Unterlag Victor Manuel Estrada aus Mexiko, 4:3

### Tischtennis
Einzel:
- Majid Reza Ehteshamzadeh – ausgeschieden
Gruppenphase – 3. Platz in Gruppe J, ausgeschieden
Unterlag Trinko Keen aus den Niederlanden, 3:0
Unterlag Daniel Tsiokas aus Griechenland, 3:0